# Caio Mario Cattabeni
Caio Mario Cattabeni (Mestre, 1911 – 1974) è stato un medico italiano.

## Biografia
Allievo di Antonio Cazzaniga, Cattabeni fu il patologo che eseguì l'autopsia al corpo di Benito Mussolini, il trenta aprile 1945, il giorno successivo all'esposizione dei corpi in Piazzale Loreto

Nel 1955 Cattabeni fu nominato direttore dell'Istituto di medicina legale dell'Università degli Studi di Milano, di cui ricoprì la carica di rettore dal 1960 al 1966.
Cattabeni fu anche tra i fondatori del Teatro Piccolo di Milano. 